# Silvio Crespi
Pour les articles homonymes, voir Crespi.
Silvio Benigno Crespi (né le 24 septembre 1868 à Milan, mort le 15 janvier 1944 à Cadorago) est un entrepreneur, un industriel, un inventeur et un homme politique italien. Ministre représentant l'Italie, Il fait partie des signataires du traité de Versailles et du petit traité. Libéral, il a cependant  soutenu le fascisme, dont son entreprise a d'abord bénéficié économiquement. Avec la crise économique mondiale de 1929, la croissance de son entreprise, financée par le crédit, a été paralysée. Il fut chargé de produire du tissu noir pour les uniformes du parti fasciste, mais lorsque l'État n'a plus pu payer, l'empire Crespi a fait faillite.

## Biographie
Fils aîné de l'industriel Cristoforo Benigno Crespi, Silvio Crespi étudia d'abord le droit, puis travailla dans l'entreprise de coton de son père. Il entreprit des voyages d'études en France, en Grande-Bretagne et en Allemagne, et travailla temporairement à Oldham dans l'usine de machines Platt Brothers. En 1906, il reprit la direction de l'entreprise paternelle, qu'il avait rejointe en 1889.
Il fut membre de la Chambre des députés à partir de 1897. En mai 1918, il prit la tête du nouveau ministère de l'Alimentation et de la Consommation dans le gouvernement Orlando , qu'il dirigea jusqu'en juin 1919.  En 1920, il fut nommé sénateur par le roi Victor Emmanuel III. Il appartenait au groupe catholique-libéral. Dans ses fonctions politiques, il milita pour l'interdiction du travail de nuit, pour la réduction du temps de travail et pour la protection des mineurs. Il consacradu temps à l'expansion du village ouvrier de Crespi d'Adda (un site du patrimoine mondial de l'UNESCO depuis 1995 ), qui avait été fondé par son père.
Crespi fut le premier président de l'Association italienne des industriels du coton et présida la Banca Commerciale Italiana et l'Automobile Club de Milan. À ce titre, il soutint la construction du circuit de Monza (1922) et de l' autoroute Milan-Laghi (1925).
Crespi fut l'un des signataires du traité de Versailles en 1919. Il fut considéré comme l'un des industriels italiens les plus influents jusqu'à la faillite de son entreprise en 1929.

## Filmographie
En 2018, dans la série docu-fiction, 1918-1939 : Les Rêves brisés de l'entre-deux-guerres de Jan Peter et Frédéric Goupil, son rôle y est interprété par l'acteur italien, Gennaro Cannavacciuolo.